# Pasika (przystanek kolejowy)
Pasika (ukr. Пасіка, ros. Пасика, węg. Kishídvég) – przystanek kolejowy w miejscowości Pasika, w rejonie swalawskim, w obwodzie zakarpackim, na Ukrainie. Leży na linii Lwów – Stryj – Batiowo – Czop.
Przed II wojną światową istniała w tym miejscu stacja kolejowa.